# Kadrina
Kadrina è un comune rurale dell'Estonia nordorientale, nella contea di Lääne-Virumaa. Il centro amministrativo è l'omonimo borgo (in estone alevik).

## Geografia antropica
Oltre al capoluogo, il comune comprende un altro borgo, Hulja, e 35 località (in estone küla):
Ama, Arbavere, Hõbeda, Härjadi, Jõepere, Jõetaguse, Kadapiku, Kallukse, Kihlevere, Kiku, Kõrveküla, Lante, Leikude, Loobu, Läsna, Mõndavere, Mäo, Neeruti, Ohepalu, Orutaguse, Pariisi, Põima, Ridaküla, Rõmeda, Salda, Saukse, Tirbiku, Tokolopi, Udriku, Uku, Undla, Vaiatu, Vandu, Viitna, Vohnja, Võduvere, Võipere